# Denise Virieux
Denise Virieux (* 5. Mai 1964 in Lausanne) ist eine Schweizer Schauspielerin.

## Leben
Sie wurde vor allem bekannt durch die Darstellung der Schimanski-Dauerfreundin Marie-Claire. In Fernsehserien spielte sie längere Zeit in Klinikum Berlin Mitte und Dr. Stefan Frank.
Virieux spricht Deutsch, Französisch, Englisch und Italienisch. Sie wohnt in Paris.

## Filmografie (Auswahl)
Filme
- 1987: Irena et les ombres
- 1992: Buried on Sunday
- 1995: Forever Knight „Baby Baby“, Staffel 2, Episode 24, Regie: Clay Borris
- 1997: Schimanski „Blutsbrüder“, Regie: Hajo Gies
- 1998: John Woo’s Once a Thief, Regie: Peter D. Marshall
- 1998: Schimanski „Geschwister“, Regie: Mark Schlichter
- 1998: Schimanski „Muttertag“, Regie: Mark Schlichter
- 1998: Schimanski „Rattennest“, Regie: Hajo Gies
- 1999: Schimanski „Sehnsucht“, Regie: Hajo Gies
- 1999: Zärtliche Begierde, Regie: Michael Keusch
- 1999: Verratene Freundschaft – Ein Mann wird zur Gefahr, Regie: Kaspar Heidelbach
- 2000: Schimanski „Tödliche Liebe“, Regie: Andreas Kleinert
- 2000: Schimanski muss leiden, Regie: Matthias Glasner
- 2001: Ein Trick zuviel, Regie: Peter Schulze-Rohr
- 2001: Schimanski „Kinder der Hölle“, Regie: Edward Berger
- 2002: Schimanski „Asyl“, Regie: Edward Berger
- 2004: Schimanski „Das Geheimnis des Golem“, Regie: Andreas Kleinert
- 2005: Schimanski „Sünde“, Regie: Manfred Stelzer
- 2005: Pfarrer Braun – Kein Sterbenswörtchen, Regie: Wolfgang F. Henschel
- 2006: Agathe kann’s nicht lassen „Das Mörderspiel“, Regie: Helmut Metzger
- 2007: Schimanski „Tod in der Siedlung“, Regie: Torsten C. Fischer
- 2008: Schimanski „Schicht im Schacht“, Regie: Thomas Jauch
- 2008: Happy New Year, Regie: Christoph Schaub
- 2011: Schimanski „Schuld und Sühne“, Regie: Thomas Jauch
- 2013: Schimanski „Loverboy“

Serien
- 1987: Der Ochsenkrieg, Regie: Sigi Rothemund
- 1989–1991: Katts und Dog, Regie: Clay Boris, Peter Rowe, Don McCutcheon, andere
- 1993–1994: White Fang, Regie: John Mahaffie, und andere
- 1996: Alles außer Mord (S1F12: Hals über Kopf)
- 1998: PSI Factor – Es geschieht jeden Tag (PSI Factor – Chronicles of the Paranormal, 1 Folge)
- 1998–1999: Dr. Stefan Frank – Der Arzt, dem die Frauen vertrauen, Regie: Joseph Orr, Udo Witte
- 1999: Auf eigene Gefahr „Mieses Spiel“, Regie: Bernhard Stephan
- 1999–2002: Klinikum Berlin Mitte – Leben in Bereitschaft (39 Folgen)
- 2001: Der Alte – „Kein Tag zum Sterben“, Regie: Hartmut Griesmayr
- 2002: Denninger „Mörderischer Cocktail“, Regie: Matthias Tiefenbacher
- 2002: Siska „Der Brief aus Rio“, Regie: Hans-Jürgen Tögel
- 2003: Der Alte „Die Liebe stirbt zuerst“, Regie: Gero Erhardt
- 2003: Siska „Tödlicher Zwiespalt“, Regie: Hans-Jürgen Tögel
- 2003: Ein Fall für Zwei „Gigolo“, Regie: Ulrich Zrenner
- 2003: Einmal Bulle, immer Bulle „Tödliche Leidenschaft“, Regie: Ulrich Zrenner
- 2005: SOKO Kitzbühel „Die Karibik-Connection“, Regie: Mike Zens
- 2005: Der Alte – Folge 306: Der Nachruf
- 2005: Der Alte „Himmel und Hölle“, Regie: Hartmut Griesmayr
- 2006: Siska „Sei still und stirb“, Regie: Hans-Jürgen Tögel
- 2007: Der Alte – Folge 316: Tag der Rache; Regie: Vadim Glowna
- 2009: Inga Lindström „Das Herz meines Vaters“
- 2011: Flemming „Tödliches Glück“